# Pangiallo
Il pangiallo (o pancialle) è un tipico dolce natalizio del Lazio.

## Storia[3]
Il pangiallo, meglio noto come pangiallo romano è un dolce che ha la sua origine nell'antica Roma e più precisamente durante l'era imperiale. Era, infatti, un'usanza di quei tempi distribuire questi dolci dorati, durante la festa del solstizio d'inverno, in modo da favorire il ritorno del sole.
Il tipico pangiallo romano ha subito numerose trasformazioni durante i secoli a causa dell'espansione dei confini territoriali e dell'incremento nella comunicazione tra le varie regioni italiane, molto simile al Pampepato dell'Umbria.
Tradizionalmente il pangiallo veniva ottenuto tramite l'impasto di frutta secca, miele e cedro candito, il quale veniva in seguito sottoposto a cottura e ricoperto da uno strato di pastella d'uovo.
Fino a tempi molto recenti nella preparazione del pangiallo le massaie romane mettevano i noccioli della frutta estiva (prugne e albicocche) opportunamente essiccati e conservati, in luogo delle costose mandorle e nocciole.

## Ingredienti
- Miele
- 200 g di Farina
- 200 g di Noci
- 200 g di Nocciole
- 200 g di Mandorle
- 200 g di Pinoli
- 200 g di Fichi
- 300 g di Uva Passa
- 100 g di Cedro Candito
- 100 g di Cioccolato Fondente (in pezzetti)

Amalgamare il tutto con farina e spennellare con la parte rossa dell'uovo, dopodiché mettere 30 minuti in forno.